# Deutsche Postbank

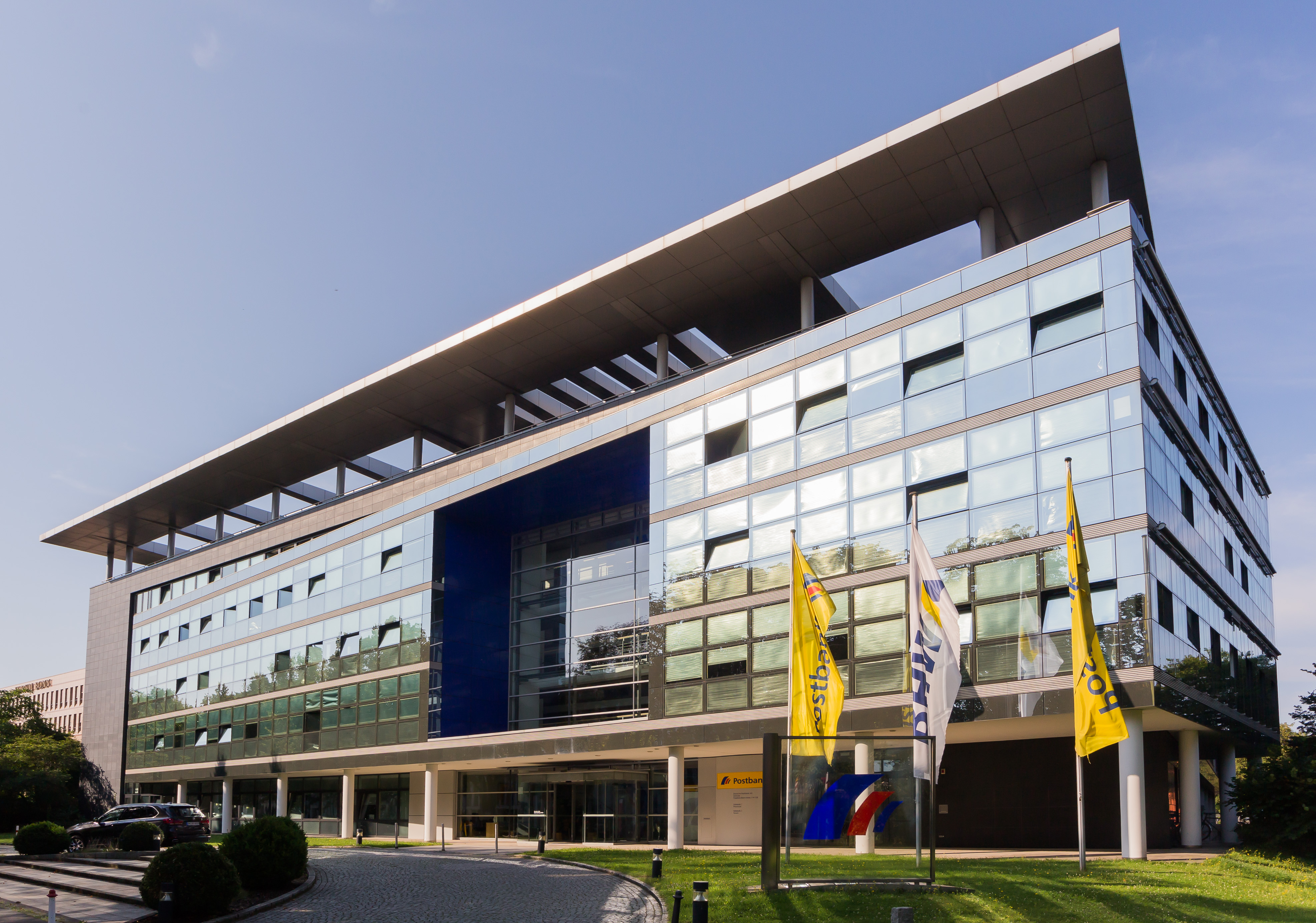
Entrance of Postbank.

Postbank AG é o maior banco alemão do setor financeiro de varejo, com sede em  Bonn.
Em 23 de junho de 2004 realizou seu IPO com expressivo sucesso e em 25 de outubro de 2005 iniciou a aquisição de 76.4% do Beamten Heimstätten Werk (BHW), a qual foi concluída em 1 de janeiro de 2006.  